# Abu-l-Fidà
Al-Màlik al-Muàyyad Abu-l-Fidà Ismaïl Imad-ad-Din ibn (al-Àfdal) Alí ibn (al-Mudhàfar) Mahmud ibn (al-Mansur) Muhàmmad ibn Taqí-d-Din Úmar ibn Xàhanxah ibn Ayyub —àrab: أبو الفداء إسماعيل بن علي بن محمود بن محمد بن عمر بن شاهنشاه بن أيوب, Abū l-Fidāʾ Ismāʿīl b. ʿAlī b. Maḥmūd b. Muḥammad b. ʿUmar b. Xāhanxāh b. Ayyūb—, més conegut simplement com a Abu-l-Fidà (Damasc, novembre del 1273 - Hamat, 27 d'octubre de 1331), fou un príncep i historiador aiúbida sirià.
Als 12 anys fou present al setge que el seu pare i el seu cosí Al-Mudhàffar II ibn Sulayman (emir de Hama) van fer de la ciutat de Markab, que fou ocupada (1285). Va participar en altres campanyes contra els croats. El principat de Hama fou suprimit el 1299 i es va posar al servei dels governadors mamelucs.
Va aconseguir el favor del soldà mameluc Al-Màlik an-Nàssir Muhàmmad ibn Qalàwun, però no va poder obtenir el nomenament com a governador de Hama. A proposta del cap àrab Muhanna, fou designat finalment el 14 d'octubre del 1310, xeic dels Al Fadl; el 1312 el seu govern va esdevenir vitalici, però el 1314 va quedar sota dependència directa del governador de Damasc, Tankiz, amb el qual va tenir males relacions per un temps. Així i tot, va reforçar la seva posició a la cort. El 1319/1320 va acompanyar al soldà al pelegrinatge a la Meca i a la tornada va rebre el títol d'Al-Màlik al-Muàyyad (28 de febrer de 1320) que li donava el poder sota tots els governadors de Síria. Va morir a Hama el 27 d'octubre de 1331. Tankiz va donar suport al seu fill Al-Àfdal Muhàmmad, que el va succeir.
Va escriure diverses obres entre les quals Mukhtasar ta'rikh al-bashar, que és una història universal fins al 1329 basada en part en Ibn al-Athir, i la Takwim al-buldan, obra de geografia acabada el 1321.